# Burg Adersheim
Die Burg Adersheim ist eine abgegangene kleine Niederungsburg in der Bauweise einer mittelalterlichen Turmhügelburg (Motte) in Adersheim im Landkreis Wolfenbüttel in Niedersachsen.
Die Burg lag im nordöstlichen Bereich des Dorfes. Heute stellt sich die Burgstelle als ein fast quadratischer Hügel von 2 Meter Höhe und etwa 25 Meter Seitenlänge dar, der mit Bäumen bestanden ist. Der Hügel ist von einem etwa zwei Meter breiten Wassergraben umgeben.
Die Motte wurde vermutlich von dem Ortsadelsgeschlecht der Herren von Adersheim errichtet, die zwischen 1218 und 1351 in den Urkunden nachweisbar sind. Die Motte selbst erscheint nie in der historischen Überlieferung, 1403 ist lediglich der Burghof überliefert. Er war Lehen der Herzöge von Braunschweig-Wolfenbüttel an die Herren von Salder, die ihn 1430 an das Cyriakusstift in Braunschweig verpfändeten. Der Burghügel wurde bereits 1584 erstmals beschrieben.